# نيك كوستا
نيك كوستا (بالإنجليزية: Nick Costa)‏ (28 مايو 1991 في الولايات المتحدة - ) هو لاعب كرة قدم أمريكي في مركز الدفاع. لعب مع فينيكس راسينغ وNew York Cosmos B ‏.

## وصلات خارجية
- نيك كوستا على موقع قاعدة بيانات كرة القدم.إي يو (الإنجليزية)